# Survival Man/Episodenliste
Diese Episodenliste enthält alle Episoden der kanadischen Fernsehserie Survival Man. Sie umfasst 6 Staffeln mit 41 Episoden und 9 Specials. In Deutschland wurden bisher nur die erste bis fünfte Staffel gesendet. Der Originaltitel lautet Survivorman und die Hauptrolle spielt Les Stroud, ein kanadischer Survival-Experte, Filmemacher und Musiker.

## Staffel 1
| Nummer (gesamt) | Nummer (Staffel) | Titel (Deutschland)               | Erstausstrahlung (Deutschland) | Originaltitel          | Erstausstrahlung (Kanada) |
| --------------- | ---------------- | --------------------------------- | ------------------------------ | ---------------------- | ------------------------- |
| 1               | 1                | In den Wäldern Kanadas            | 26. September 2010             | Canadian Boreal Forest | 6. April 2005             |
| 2               | 2                | In der Sonora-Wüste               | 19. September 2010             | Arizona Desert         | 13. April 2005            |
| 3               | 3                | Im tropischen Dschungel           | 10. Oktober 2010               | Costa Rica             | 20. April 2005            |
| 4               | 4                | In den Sümpfen Georgias           | 3. Oktober 2010                | Georgia Swamp          | 27. April 2005            |
| 5               | 5                | Im ewigen Eis                     | 8. August 2010                 | Canadian Arctic        | 4. Mai 2005               |
| 6               | 6                | In den Rocky Mountains            | 15. August 2010                | Mountains              | 11. Mai 2005              |
| 7               | 7                | In den Canyonlands                | 29. August 2010                | Canyonlands            | 18. Mai 2005              |
| 8               | 8                | Überleben nach dem Flugzeug-Crash | 22. August 2010                | Plane Crash            | 25. Mai 2005              |
| 9               | 9                | Im karibischen Meer               | 12. September 2010             | Lost At Sea            | 1. Juni 2005              |
| 10              | 10               | Making of                         | 17. September 2010             | Behind The Scenes      | 8. Juni 2005              |

## Staffel 2
| Nummer (gesamt) | Nummer (Staffel) | Titel (Deutschland)        | Erstausstrahlung (Deutschland) | Originaltitel     | Erstausstrahlung (Kanada) |
| --------------- | ---------------- | -------------------------- | ------------------------------ | ----------------- | ------------------------- |
| 11              | 1                | In der Kalahari-Wüste      | 19. Februar 2012               | Calahari          | 15. August 2007           |
| 12              | 2                | Im Amazonas-Dschungel      | 5. Februar 2012                | Amazon            | 29. August 2007           |
| 13              | 3                | In den Seegebieten Kanadas | 26. Februar 2012               | Labrador          | 5. September 2007         |
| 14              | 4                | In der Steppe Afrikas      | 12. Februar 2012               | African Plains    | 12. September 2007        |
| 15              | 5                | In Alaska                  | 11. März 2012                  | Alaska            | 7. September 2007         |
| 16              | 6                | Im Südpazifik              | 4. März 2012                   | South Pacific     | 14. September 2007        |
| 17              | 7                | –                          | –                              | Behind The Scenes | 21. September 2007        |

## Staffel 3
| Nummer (gesamt) | Nummer (Staffel) | Titel (Deutschland)      | Erstausstrahlung (Deutschland) | Originaltitel      | Erstausstrahlung (Kanada) |
| --------------- | ---------------- | ------------------------ | ------------------------------ | ------------------ | ------------------------- |
| 18              | 1                | In der Sierra Nevada     | 18. März 2012                  | Sierra Nevada      | 7. November 2008          |
| 19              | 2                | In den Bergen Colorados  | 25. März 2012                  | Colorado Rockies   | 14. November 2008         |
| 20              | 3                | In der Arktischen Tundra | 1. April 2012                  | Arctic Tundra      | 21. November 2008         |
| 21              | 4                | Am Lake Temagami         | 8. April 2012                  | Temagami Hunting   | 5. Dezember 2008          |
| 22              | 5                | Im australischen Outback | 15. April 2012                 | Australian Outback | 12. Dezember 2008         |
| 23              | 6                | In Papua-Neuguinea       | 22. April 2012                 | Papua New Guinea   | 19. Dezember 2008         |

## Staffel 4
| Nummer (gesamt) | Nummer (Staffel) | Titel (Deutschland) | Erstausstrahlung (Deutschland) | Originaltitel                 | Erstausstrahlung (Kanada) |
| --------------- | ---------------- | ------------------- | ------------------------------ | ----------------------------- | ------------------------- |
| 24              | 1                | Norwegen (1)        | 9. Januar 2015                 | Norway Mountain – Part 1      | 30. Juni 2012             |
| 25              | 2                | Norwegen (2)        | 16. Januar 2015                | Norway Mountain – Part 2      | 30. Juni 2012             |
| 26              | 3                | Isla Tiburón 1      | 23. Januar 2015                | Tiburon Island Coast – Part 1 | 14. Juli 2012             |
| 27              | 4                | Isla Tiburón 2      | 30. Januar 2015                | Tiburon Island Coast – Part 2 | 21. Juli 2012             |

## Staffel 5
| Nummer (gesamt) | Nummer (Staffel) | Titel (Deutschland)    | Erstausstrahlung (Deutschland) | Originaltitel                       | Erstausstrahlung (Kanada) |
| --------------- | ---------------- | ---------------------- | ------------------------------ | ----------------------------------- | ------------------------- |
| 28              | 1                | Feuerland, Argentinien | 6. Februar 2015                | Tierra Del Fuego (Argentina)        | 8. Januar 2014            |
| 29              | 2                | Grenada, Karibik (1)   | 13. Februar 2015               | Frigate Island                      | 15. Januar 2014           |
| 30              | 3                | Grenada, Karibik (2)   | 20. Februar 2015               | Jungles Of Grenada                  | 22. Januar 2014           |
| 31              | 4                | Temagami, Kanada       | 27. Februar 2015               | Temagami Forest                     | 29. Januar 2014           |
| 32              | 5                | Tofino, Kanada         | 6. März 2015                   | Survivorman & Son: Tofino           | 5. März 2014              |
| 33              | 6                | Wabakimi, Kanada       | 13. März 2015                  | Survivorman & Son: Wabakimi         | 12. März 2014             |
| 34              | 7                | Nordalberta, Kanada    | 20. März 2015                  | Survivorman Bigfoot: Nordegg        | 19. März 2014             |
| 35              | 8                | Montana, USA           | 27. März 2015                  | Survivorman Bigfoot: Radium Springs | 26. März 2014             |

## Staffel 6
| Nummer (gesamt) | Nummer (Staffel) | Titel (Deutschland) | Erstausstrahlung (Deutschland) | Originaltitel                        | Erstausstrahlung (Kanada) |
| --------------- | ---------------- | ------------------- | ------------------------------ | ------------------------------------ | ------------------------- |
| 36              | 1                | –                   | –                              | Bigfoot: Legend Of Klemtu Hill       | 1. April 2015             |
| 37              | 2                | –                   | –                              | Bigfoot: Where The Myth Began        | 8. April 2015             |
| 38              | 3                | –                   | –                              | Bigfoot: Mystery Of Bigfoot Mountain | 15. April 2015            |
| 39              | 4                | –                   | –                              | Bigfoot: Giants Of The Forest        | 22. April 2015            |
| 40              | 5                | –                   | –                              | Bigfoot: Smoky Mountain Sasquatch    | 29. April 2015            |
| 41              | 6                | –                   | –                              | Bigfoot: Searching The Southwest     | 6. Mai 2015               |
| 42              | 7                | –                   | –                              | Bigfoot: Hidden World of Bigfoot     | 13. Mai 2015              |

## Staffel 7
| Nummer (gesamt) | Nummer (Staffel) | Titel (Deutschland) | Erstausstrahlung (Deutschland) | Originaltitel                   | Erstausstrahlung (Kanada) |
| --------------- | ---------------- | ------------------- | ------------------------------ | ------------------------------- | ------------------------- |
| 43              | 1                | –                   | –                              | Fan Challenge                   | 7. November 2015          |
| 44              | 2                | –                   | –                              | Transylvania – Part 1           | 14. November 2015         |
| 45              | 3                | –                   | –                              | Transylvania – Part 2           | 21. November 2015         |
| 46              | 4                | –                   | –                              | Oregon                          | 28. November 2015         |
| 47              | 5                | –                   | –                              | The Himalayan Foothills (India) | 5. Dezember 2015          |
| 48              | 6                | –                   | –                              | Tonga                           | 12. Dezember 2015         |
| 49              | 7                | –                   | –                              | Lost Park Trails (Patagonia)    | 19. Dezember 2015         |

## Staffel 8
| Nummer (gesamt) | Nummer (Staffel) | Titel (Deutschland) | Erstausstrahlung (Deutschland) | Originaltitel               | Erstausstrahlung (Kanada) |
| --------------- | ---------------- | ------------------- | ------------------------------ | --------------------------- | ------------------------- |
| 50              | 1                | –                   | –                              | Survivorman & Son: Ecuador  | 19. Juni 2016             |
| 51              | 2                | –                   | –                              | Survivorman & Son: Mongolia | 18. Juni 2017             |

## Specials
| Nummer (Staffel) | Titel (Deutschland) | Erstausstrahlung (Deutschland) | Originaltitel                                   | Erstausstrahlung (Kanada) |
| ---------------- | ------------------- | ------------------------------ | ----------------------------------------------- | ------------------------- |
| 1                | –                   | –                              | Survivorman’s Top Ten                           | 16. September 2012        |
| 2                | –                   | –                              | Survivorman’s Secrets Of Survival – Fire        | 6. September 2013         |
| 3                | –                   | –                              | Survivorman’s Secrets Of Survival – Shelters    | 13. September 2013        |
| 4                | –                   | –                              | Survivorman’s Secrets Of Survival – Water       | 20. September 2013        |
| 5                | –                   | –                              | Survivorman’s Secrets Of Survival – Food        | 27. September 2013        |
| 6                | –                   | –                              | Survivorman’s Secrets Of Survival – McGyverisms | 11. Oktober 2013          |
| 7                | –                   | –                              | Survivorman’s Secrets Of Survival – Dangers     | 18. Oktober 2013          |
| 8                | –                   | –                              | Survivorman’s Lost Pilots – Summer              | 5. Februar 2014           |
| 9                | –                   | –                              | Survivorman’s Lost Pilots – Winter              | 12. Februar 2014          |